# 倭村 (長野県南安曇郡)
倭村（やまとむら）は長野県南安曇郡にあった村。現在の松本市梓川倭にあたる。

## 地理
- 河川：梓川

## 歴史
- 1873年（明治7年）9月5日 - 筑摩県安曇郡岩岡村・氷室村・横沢村・南大妻村・北大妻村が合併して倭村となる。
- 1876年（明治9年）8月21日 - 長野県の所属となる。
- 1878年（明治11年）1月4日 - 郡区町村編制法の施行により、南安曇郡の所属となる。
- 1889年（明治22年）4月1日 - 町村制の施行により、倭村が単独で自治体を形成。
- 1955年（昭和30年）4月1日 - 梓村と合併して梓川村が発足。同日倭村廃止。